# Sofiène show
Sofiène show est une émission de télévision tunisienne diffusée sur Tunisie 7 pour la première fois le 8 février 2009. Elle est animée par Sofiène Chaâri.

## Principe
Il s'agit d'un concours durant lequel des enfants se déguisent à la façon de leur star préférée et chantent leurs chansons en playback et en direct.

## Animation
L'émission est animée par Sofiène Chaâri et jugée par : 
- Kawther El Bardi ;
- Abdelhamid Guayas ;
- Jaloul Jelassi.